# فهرست آثار ملی استان زنجان

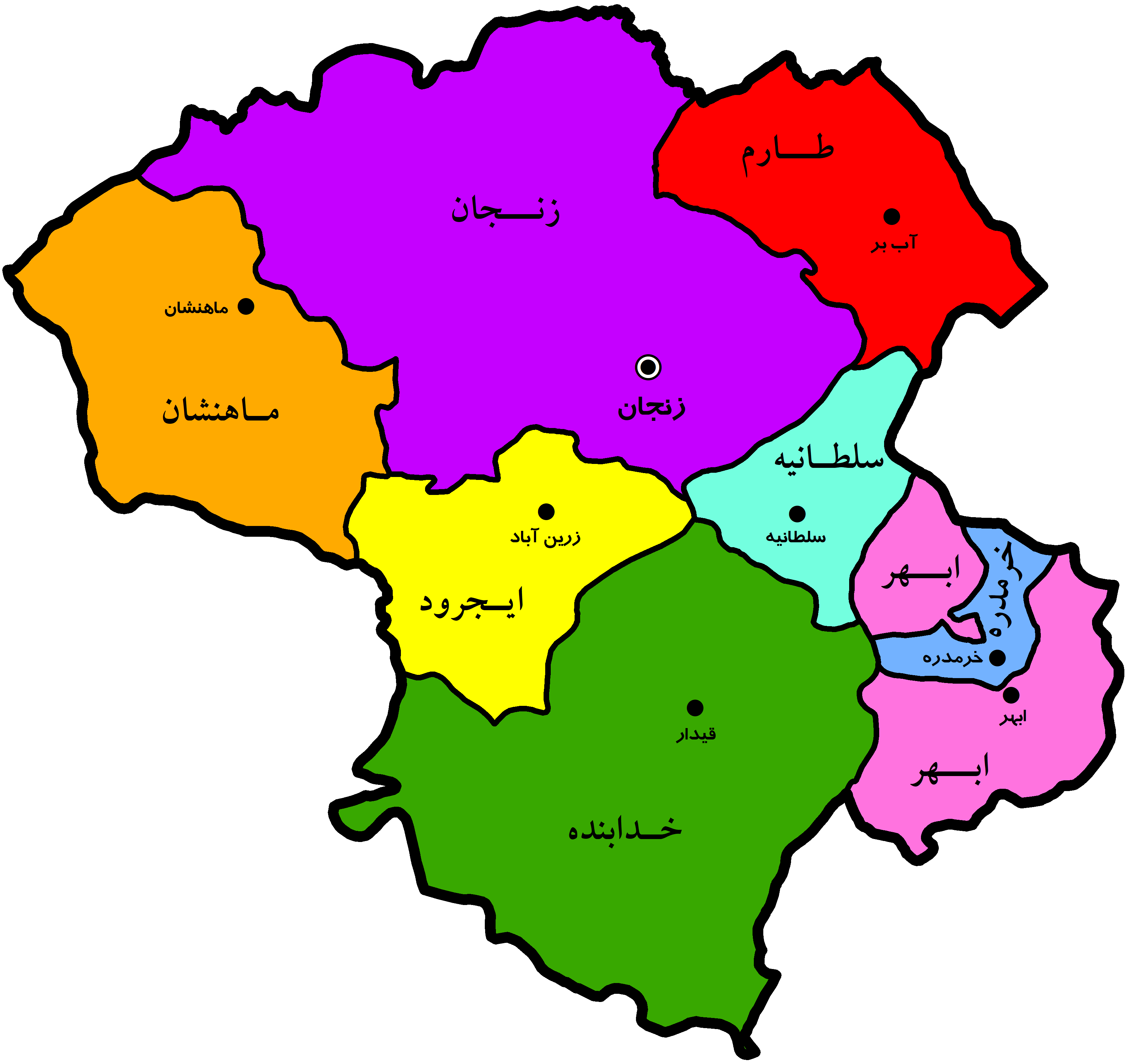
شهرستان‌های استان زنجان

استان زنجان یا استان زنگان یکی از استان‌های ایران است. مرکز این استان شهر زنجان است. استان زنجان دارای ۸ شهرستان، ۱۸ بخش و ۱۲۱۰ آبادی است که از این تعداد، ۹۷۸ آبادی دارای سکنه و بقیه خالی از سکنه می‌باشند. این استان در سال ۱۳۹۵ خورشیدی، دارای ۱٬۵۹۰٬۴۶۱ نفر جمعیت بوده‌است.
۶۴۶ اثر از این استان در فهرست آثار ملی ایران ثبت شده است. شهرستان زنجان با ۱۷۸ اثر و شهرستان خدابنده یا ۱۵۲ اثر بیشترین آثار ثبت شده ملی در این استان را دارند. (تا فروردین سال ۱۴٠۳)

## آثار ثبت‌شده

### شهرستان خرمدره
| ردیف | نام اثر                    | نگاره | دیرینگی                             | موقعیت | شمارهٔ ثبت | تاریخ ثبت  | منبع |
| ---- | -------------------------- | ----- | ----------------------------------- | --- | --------- | ---------- | ---- |
| ۱    | تپه خالصه                  |       | دوره نوسنگی                         | خرم دره، کمربندی دور شهر ، بعد از تقاطع خیابان شهید مطهری                                                   | ۱۶۱۸۱     | ۱۳۸۵/۰۶/۲۰ |      |
| ۲    | محوطه قیزلار قلعه سی       |       | اشکانی ـ ساسانی                     | شهرستان خرمدره، بخش مرکزی، دهستان خرمدره، جنوب روستای سوکهریز، چسبیده به قبرستان جدید                       | ۱۵۴۳۱     | ۱۳۸۵/۰۳/۱۷ |      |
| ۳    | محوطه آینه لرداشه          |       | اشکانی ـ قرون اولیه و میانی اسلام   | شهرستان خرمدره، بخش مرکزی، دهستان الوند، ۸۰۰ م شمال روستای خلیفه لو                                         | ۱۵۴۳۳     | ۱۳۸۵/۰۳/۱۷ |      |
| ۴    | گوی تپه ۱                  |       | آهن و هخامنشی                       | شهرستان خرمدره، بخش مرکزی، دهستان الوند، ۳۰۰ م شرق روستای ویستان علیا                                       | ۱۵۴۳۴     | ۱۳۸۵/۰۳/۱۷ |      |
| ۵    | گوی تپه ۲                  |       | آهن و هخامنشی                       | شهرستان خرمدره، بخش مرکزی، دهستان الوند، ۳۵۰ م شرق روستای ویستای علیا                                       | ۱۵۴۳۶     | ۱۳۸۵/۰۳/۱۷ |      |
| ۶    | محوطه کهنه قبرستان سوکهریز |       | مس و سنگ ـ برنز                     | شهرستان خرمدره، بخش مرکزی، دهستان خرمدره، ۱/۲ کیلومتری شرق روستای سوکهریز                                   | ۱۵۷۸۸     | ۱۳۸۵/۰۵/۰۸ |      |
| ۷    | تپه آراناج                 |       | دوره سنگی- مس و سنگ                 | شهرستان خرمدره،بخش مرکزی،دهستان الوند، ۷۰۰ م شمال روستای آراناج                                             | ۱۵۴۲۷     | ۱۳۸۵/۰۳/۱۷ |      |
| ۸    | تپه کوپ سیندران ۱          |       | اشکانی ـ ساسانی                     | شهرستان خرمدره، بخش مرکزی، دهستان الوند، حدود دو کیلومتری شمال غرب مغول آباد، در مسیر مغول آباد به اینجلیین | ۱۶۱۸۲     | ۱۳۸۵/۰۶/۲۰ |      |
| ۹    | محوطه قینرجه               |       | قرون اولیه و میانی اسلام            | شهرستان خرمدره، بخش مرکزی، دهستان خرمدره، جنوب روستای فلج                                                   | ۱۶۱۸۵     | ۱۳۸۵/۰۶/۲۰ |      |
| ۱۰   | محوطه قیزلار قلعه سی الف   |       | اشکانی ـ ساسانی                     | شهرستان خرمدره، بخش مرکزی، دهستان الوند، ۵۰۰ م شمال روستای پلاس                                             | ۱۶۵۵۷     | ۱۳۸۵/۰۸/۲۷ |      |
| ۱۱   | تپه کرم بولاغی             |       | عصر آهن                             | شهرستان خرمدره، بخش مرکزی، دهستان خرمدره، ۷۵۰ م شمال شرق روستای اردجین                                      | ۱۶۵۶۱     | ۱۳۸۵/۰۸/۲۷ |      |
| ۱۲   | محوطه خرابه لر             |       | قرون میانه و متاخر اسلامی           | شهرستان خرمدره، بخش مرکزی، دهستان الوند، ۷۰۰ م غرب روستای الوند                                             | ۱۶۵۶۴     | ۱۳۸۵/۰۸/۲۷ |      |
| ۱۳   | محوطه آخار باخار           |       | عصر آهن                             | شهرستان خرمدره، بخش مرکزی، دهستان خرمدره، ۳ کیلومتری شمال روستای سوکهریز                                    | ۱۶۵۸۲     | ۱۳۸۵/۰۸/۲۷ |      |
| ۱۴   | تپه دستاران                |       | سلجوقی ـ ایلخانی                    | شهرستان خرمدره، بخش مرکزی، دهستان خرمدره، ۱۶۰۰م روستای خرمدره، میان باغات دستاران                           | ۲۰۵۰۳     | ۱۳۸۶/۱۰/۲۶ |      |
| ۱۵   | تپه درمان تپه سی           |       | اشکانی ـ ساسانی ـ قرون میانه اسلامی | شهرستان خرمدره، بخش مرکز ی، دهستان خرمدره، ۱۰۰۰ م جنوب غرب روستای نصیرآباد                                  | ۲۲۱۹۵     | ۱۳۸۶/۱۲/۲۶ |      |
| ۱۶   | تپه نصیرآباد               |       | اشکانی                              | شهرستان خرمدره، بخش مرکزی، دهستان خرمدره، ۷۰۰ م جنوب روستای نصیرآباد، کنار رودخانه ابهررود                  | ۲۳۰۵۳     | ۱۳۸۷/۰۵/۰۲ |      |

### شهرستان طارم
| ردیف | نام اثر                         | نگاره | دیرینگی                | موقعیت                                                                                         | شمارهٔ ثبت | تاریخ ثبت  | منبع  |
| ---- | ------------------------------- | ----- | ---------------------- | ---------------------------------------------------------------------------------------------- | --------- | ---------- | ----- |
| ۱    | آتشکده تشویر                    |       | ساسانی                 | ۱۵ کیلومتری گلیوان، بخش طارم علیا ۳۶°۴۷′۲۵″ شمالی ۴۹°۰′۱۸″ شرقی / ۳۶٫۷۹۰۲۸°شمالی ۴۹٫۰۰۵۰۰°شرقی | ۹۸۳       | ۱۳۵۳/۰۷/۰۱ |       |
| ۲    | آتشکده پیرچم                    |       | ساسانی                 | بخش طارم علیا شهرستان اب بر                                                                    | ۹۸۴       | ۱۳۵۳/۰۷/۰۱ |       |
| ۳    | آتشکده الزین                    |       | ساسانی                 | قریه الزین در بخش طارم علیا                                                                    | ۹۸۵       | ۱۳۵۳/۰۷/۰۱ |       |
| ۴    | تپه باستانی میرکندی گیلوان      |       | اشکانی (پارت) ـ ساسانی | ۱۰۰ متری شمال شرقی قریه شیرمست گیلوان                                                          | ۱۰۴۸      | ۱۳۵۴/۱۲/۱۳ |       |
| ۵    | تپه باستانی و قبرستان منجیق تپه |       | هزاره یک ق‌م            | روستای جزلان دشت بخش طارم علیا                                                                 | ۱۰۵۱      | ۱۳۵۴/۱۲/۱۳ |       |
| ۶    | تپه باستانی قلعه گبری آب بر     |       | هزاره یک ق‌م            | ۷۰ متری جنوب غربی بخش آب بر                                                                    | ۱۰۵۳      | ۱۳۵۴/۰۲/۱۳ |       |
| ۷    | قلعه سانسیز (گور قلعه)          |       | ساسانی ـ اسلامی        | شهرستان آببر، بخش طارم علیا                                                                    | ۱۵۱۰      | ۱۳۵۶/۰۹/۲۶ | [ ۴ ] |